# 織田信直 (旗本)
織田 信直（おだ のぶなお）は、江戸時代中期の旗本。通称は専次郎、大膳。官位は従五位下・侍従、能登守。

## 生涯
織田一門の大身旗本織田信義の次男として誕生し、高家旗本織田信倉の養子となった。
宝暦2年（1752年）12月26日、家督を相続した。天明4年（1784年）7月12日、高家職に就任し、従五位下・侍従・能登守に叙任された。
寛政7年（1795年）9月26日、死去。享年64。
なお、家臣の加藤右門は、寛政元年（1789年）より享和2年（1802年）まで高倉家衣紋会の江戸会頭の一人を務めた。幕府の儀礼に際しての正式な装束を調えるため、公家で衣紋の権威であった高倉家の門人になる武士は少なくなく、江戸の会頭たちは江戸の門人と京都の高倉家との連絡調整を担うとともに、会頭を通さないと入門できないという権力を持っていた。

## 系譜
子女は3男1女。
- 父：織田信義
- 母：不詳
- 養父：織田信倉
- 正室：蒔田広尊の長女
- 生母不明の子女
  - 男子：織田信賢
  - 男子：織田長孺
  - 男子：松平忠温
  - 女子：本多正峯室